# Every Avenue
Every Avenue byla pop punk-rocková alternativní hudební kapela pocházející z Marysville v Michiganu. Tato pětičlenná kapela se dala dohromady v roce 2003 a následně vydala několik EP, ale do povědomí se dostala nejvíce v roce 2008, kdy s vydavatelstvím Fearless Records vydala své první studiové album s názvem Shh. Just Go with It. V listopadu roku 2009 vydala skupina svoje druhé studiové album nazvané Picture Perfect, které bylo kritiky přijato velmi kladně, obsadilo 2. příčku v americkém žebříčku Billboard Heatseekers. Mezi hity tohoto alba patří například „Tell Me I'm a Wreck“.
Od roku 2009 se pravidelně účastní turné Warped Tour. Nejnovějším studiovým albem skupiny je deska s názvem Bad Habits, která vyšla 2. srpna 2011. V prosinci roku 2012 vyrazila na turné zvané Last Call Tour, po němž členové kapely ohlásili pozastavení činnosti skupiny.

## Historie

### Počátky a první studiové album (2003–2008)
Kapela Every Avenue vznikla v roce 2003 v americkém městě Marysville ve státě Michigan. Hned po založení kapely se vystřídali zpěváci. Jamese Beesleyho nahradil David Strauchman, který byl původně kytaristou skupiny a nikdy předtím sólově nezpíval. Beesley však u skupiny zůstal jako její manažer. První EP s názvem Every Avenue vydala kapela v roce 2004 na své vlastní náklady. Od novějších desek se liší stylem, album má těžší, více punkový zvuk. Druhé EP s názvem This Is Why We Don't Have Nice Things vydala kapela také na svoje vlastní náklady 19. září 2006. Písně „Chasing the Night“ and „Trading Heartbeats“ se později objevily na prvním studiovém albu kapely. Po druhém EP albu se o skupinu začaly více zajímat větší vydavatelství a nakonec kapela podepsala smlouvu s vydavatelstvím Fearless Records. Ještě před podepsáním kapelu opustil kytarista Jason Letkiewicz kvůli škole a nahradil ho Jimmie Deeghan, který se zapojil i do skládání textů pro písně kapely. S novým vydavatelem kapela v roce 2007 vydala třetí EP s názvem Ah!, které obsahovalo i první singl kapely s názvem „Where Were You“, který byl také spolu se skladbou „Think of You Later (Empty Room)“ přehrán na studiové album. V říjnu téhož roku vydala kapela také své první kompilační album s názvem Every Avenue, které vyšlo pouze v Japonsku a obsahuje písně z dřívějších EP desek.
Shh. Just Go with It je první studiové album kapely, které bylo vydáno 19. února 2008. Díky tomuto albu se kapela dostala do povědomí publika, album se umístilo na 27. pozici v žebříčku Billboard Heatseekers. Na albu se nachází čtyři písně, které již byly vydány dříve. Album obsahuje různé hudební styly od pop punku, přes power pop až po dance popový hit „Where Were You“, který byl vydán v březnu 2008 jako první singl kapely. Pocitově album připomíná zvuk desky Ocean Avenue od kapely Yellowcard. Po vydání alba se kapela vydala na turné po Spojených státech s kapelami jako Hit the Lights, Farwell, Mayday Parade, All Time Low, and The Maine.

### Picture Perfect a Bad Habits (2009–2012)

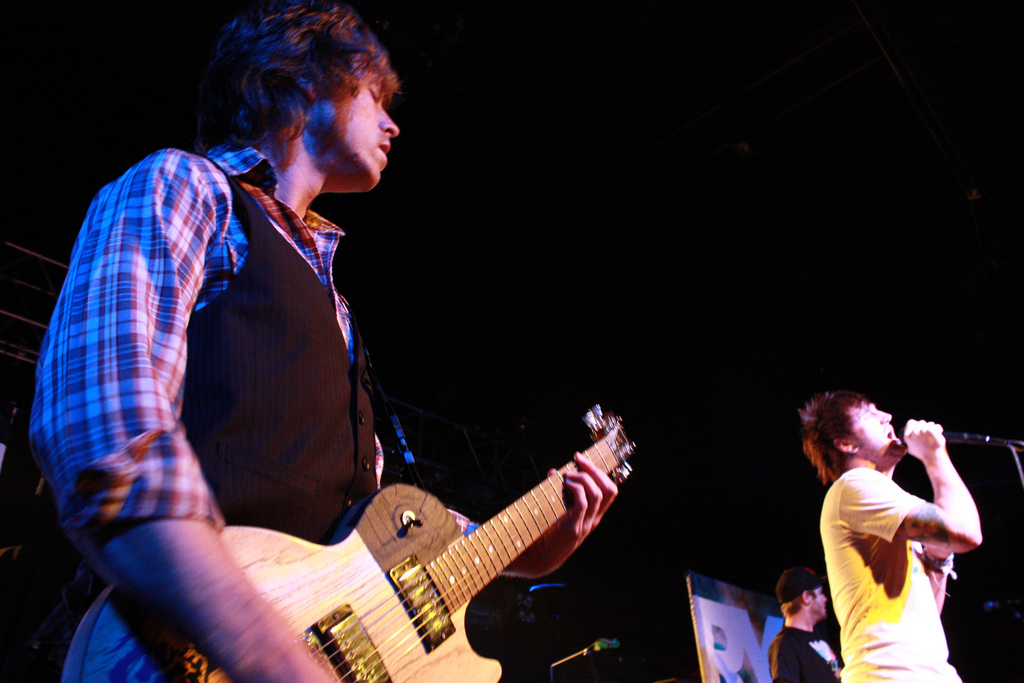
Every Avenue při vystoupení v roce 2008.

Po návratu z turné se kapela pustila do nahrávání druhého studiového alba, se kterým jim pomáhali producenti Mitch Allan (ze skupiny SR-71) a Mike Green. Album s názvem Picture Perfect vyšlo 3. listopadu 2009. Na písních se podílelo několik muzikantů mimo skupinu. Například první singl alba „Tell Me I'm a Wreck“ napsal Tim Pagnotta z kapely Sugarcult. „Happy the Hard“ Way napsal Stacy Jones z kapely American Hi-Fi, na hitu „Girl Like That“ spolupracoval Ryan Key z kapely Yellowcard a na písni „I Forgive you“ spolupracovala kapela s americkou zpěvačkou, písničkářkou a porotkyní v soutěži American Idol Karou DioGuardiovou. V březnu roku 2011 vydala kapela píseň „Mindset“ druhý singl k albu a nahrála k němu nový videoklip. Několik dní po vydání alba kapelu opustil bubeník Michael Govaere, který se rozhodl více věnovat svému hudebnímu vydavatelství a nahradil ho Dennis Wilson. Album bylo kladně přijato hudební kritikou, v americkém žebříčku Billboard 200 získalo 136. pozici a v žebříčku Billboard Heatseekers obsadilo 2. místo.
Ještě před vydáním alba se v lednu roku 2009 kapela poprvé podívala do Velké Británie, kde vystoupila po boku kapel Boys Like Girls a Metro Station. V létě podnikla letní sérii koncertů po boku kapely Valencia z Filadelfie. V roce 2010 kapela vystoupila na turné Alternative Press Tour a účastnila se také festivalu Slam Dunk Festival ve Spojeném království. V roce 2011 se účastnila Warped Tour a Soundwave festivalu v Austrálii. V listopadu roku 2011 kapela vyjela na turné s kapelou Yellowcard jako její předskupina.
Třetí a zatím poslední studiové album kapely s názvem Bad Habits vyšlo 2. srpna 2011. Jak napovídá název (bad habits znamená v angličtině špatné návyky), kapela se snaží vyvarovat „špatných návyků“ moderní pop punkové hudby a přežitků minulých alb, což se podle kritiků kapele povedlo. Hudba na albu je energičtější a některé písně mají velmi chytlavou melodii a výborný text. Album obsahuje singl „Fall Apart“. Na úvodní skladbě Tie Me Down spolupracovala kapela znovu s Ryanem Keyem ze skupiny Yellowcard. Album obsadilo 63. pozici v americkém žebříčku Billboard 200.

## Diskografie

### Studiová alba
- Shh. Just Go with It (2008)
- Picture Perfect (2009)
- Bad Habits (2011)

### EP alba a kompilace
- Every Avenue (2004)
- This Is Why We Don't Have Nice Things (2006)
- Ah! (2007)
- Every Avenue - kompilační album (2007)

## Složení kapely

### Finální sestava
- David Ryan Strauchman – zpěv, klávesy
- Joshua Randall – kytara, doprovodný zpěv
- Dennis Wilson – bicí
- Jimmie Deeghan – kytara, doprovodný zpěv
- Matt Black – basová kytara, doprovodný zpěv

### Dřívější členové
- James Beesley – zpěv
- Mike Govaere – bicí
- Cameron Grestiner – basová kytara
- Jason Letkiewicz – kytara